# Абашевское сельское поселение (Чувашия)
Аба́шевское се́льское поселе́ние (чув. Апаш ял тăрăхĕ) — муниципальное образование в составе Чебоксарского района Чувашской Республики. Сельское поселение образуют село и 5  деревень. Административный центр — село Абашево. 

## География
Расположено в 11 км от районного центра — посёлка Кугеси, в 25 км от города Чебоксары на южной стороне Чебоксарского района.

Поселение граничит: на севере и северо-западе — с землями Шинерпосинского сельского поселения Чебоксарского района, на западе — с землями Акулевского сельского поселения Чебоксарского района, на юге — с землями Цивильского района, на востоке — с землями Сирмапосинского сельского поселения Чебоксарского района. 

Территорию сельского поселения с северо-запада на юг пересекает автодорога федерального значения М7 «Волга» (участок Чебоксары — Казань). Земли поселения расположены в бассейне реки Рыкша и её притоков. 

Площадь поселения — 3774 га. Собственных земель администрации — 905 га.

## История
Современное Абашевское сельское поселение образовано путём последовательного объединения трёх сельских советов: 
1. Абашевский сельский совет с населёнными пунктами Аба́шево, Завра́жное и Чиршкасы́;
2. Байсуба́ковский сельский совет с населёнными пунктами Переднее Байсуба́ково, Заднее Байсуба́ково, Эзеккасы́ и Рыкша;
3. Клы́чевский сельский совет с населёнными пунктами Первое Клы́чево, Второе Клы́чево, Мошта́уши.

Абашевский сельский совет был создан 1 октября 1927 года, включал село Абашево и деревню Завражное:116, 154. С 1 октября 1928 года к Абашевскому сельскому совету была присоединена деревня Чиршкасы:270. 
Байсубаковский и Клычевский сельские советы были образованы в 1928 году. В 1954 году Байсубаковский и Клычевский сельские советы объединяются в Клычевский сельский совет. 1 октября 1959 года происходит объединение Абашевского и Клычевского сельских советов, а д. Чиршкассы из Абашевского сельского совета передаётся Кугесьскому сельскому совету.
С декабря 1994 года деревни Первое и Второе Клычево исключены из списка населённых пунктов и оставлено наименование Клычево, деревни Переднее и Заднее Байсубаково исключены из списка населённых пунктов и оставлено наименование Байсубаково, деревня Рыкша вошла в состав деревни Эзеккасы.

## Административное деление
В сельское поселение входят 6 населённых пунктов: 
- с. Абашево,
- д. Завражное,
- д. Эзеккасы,
- д. Байсубаково,
- д. Клычево,
- д. Моштауши.

## Инфраструктура
На территории Абашевского сельского поселения расположены:
- СХПК «колхоз им. Ленина»;
- Абашевский комбинат строительных материалов;
- Газокомпрессорная станция КС-22 «Чебоксарская»;
- МБОУ «Абашевская СОШ»;
- МДОУ ясли-сад «Хевел»;
- Абашевская сельская библиотека;
- Байсубаковская сельская библиотека;
- Абашевский клуб-музей;
- Клычевский сельский клуб;
- Абашевский фельдшерско-акушерский пункт;
- Клычевский фельдшерско-акушерский пункт;
- Байсубаковский фельдшерско-акушерский пункт;
- 3 магазина Ишлейского райпо;
- 7 торговых точек предпринимателей без образования юридического лица.

## Население
| 2010  | 2012  | 2013  | 2014  | 2015  | 2016  | 2017  |
| ----- | ----- | ----- | ----- | ----- | ----- | ----- |
| 1960  | ↘1933 | ↗1954 | ↗2002 | ↘1984 | ↘1920 | ↘1867 |
| 2018  | 2019  | 2020  | 2021  |       |       |       |
| ↘1783 | ↘1748 | ↘1745 | ↘1744 |       |       |       |